# Albert Wolff (escultor)

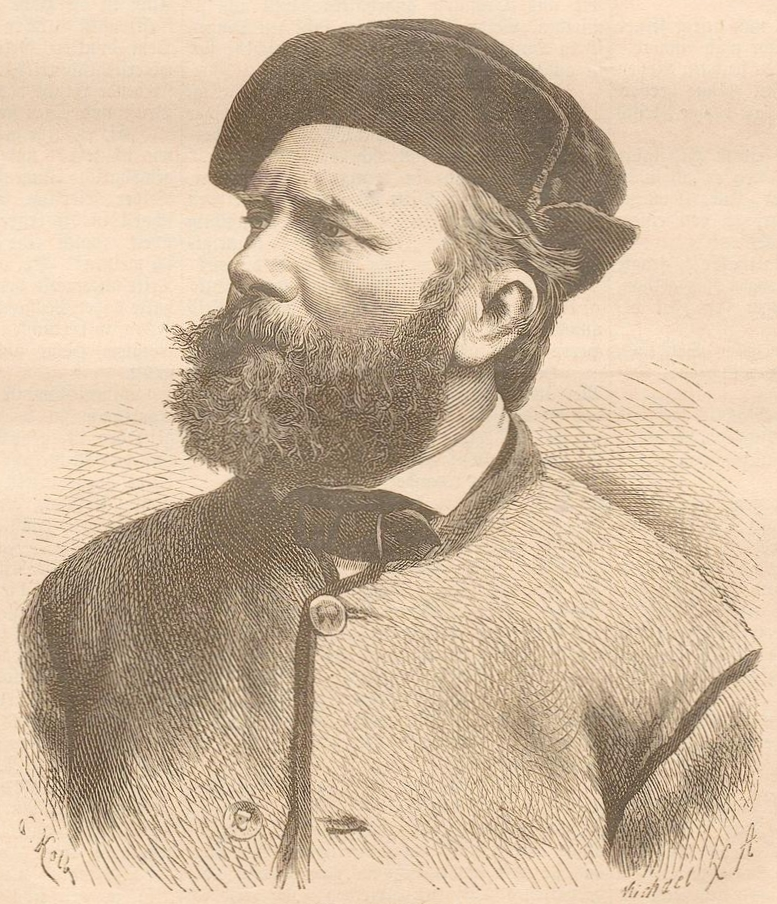
Albert Wolff, del Darmstädter Tagblatt (Nr. 22/1886).

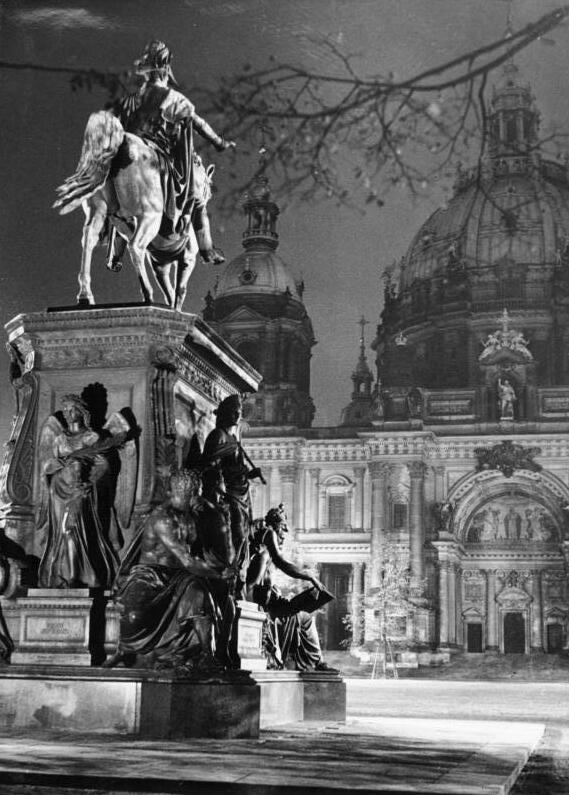
Monumento a Federico Guillermo III (1938), del Archivo Federal de Alemania.

Carl Conrad Albert Wolff (14 de noviembre de 1814, Neustrelitz - 20 de junio de 1892, Berlín) fue un escultor y medallista alemán.

## Vida y obra
Su padre era el arquitecto y escultor Christian Philipp Wolff, quien murió cuando Alberto solo tenía seis años de edad. A la edad de diecisiete, siguió los pasos de su hermano mayor y se trasladó a Berlín, donde encontró un puesto en el taller del amigo de su padre, Christian Daniel Rauch, y asistió a clases nocturnas de dibujo anatómico en la escuela de arte local. En 1844, fue enviado a Carrara (donde podía encontrarse el mejor mármol), para producir estatuas para las terrazas de Sanssouci.
Después de dos años en Italia, retornó a Berlín, asistiendo a Rauch en un monumento a Federico el Grande, pero también trabajo de forma independiente, produciendo una fuente con la Condesa Raczynska representada como Higia (en Posen) y un crucifijo de mármol para la iglesia en Kamenz. Poco después, abrió su propio taller. Además de sus grandes trabajos, produjo muchas figuras más pequeñas, estatuillas y decoraciones que fueron ampliamente copiadas.
En 1866, fue seleccionado como profesor de la Academia de Arte Prusiana y tuvo varios muchos estudiantes que se harían conocidos, incluyendo a su propio hijo Martin. Fue nombrado miembro honorario de la Academia de Bellas Artes de Dresde en 1881.

## Obras destacadas
- Estatua ecuestre del rey Ernesto Augusto I en Hannover.
- Estatua ecuestre del rey Federico Guillermo III con varias figuras de base, en el Lustgarten, Berlín. Fue fundida para propósitos militares en 1944.
- Estatua del Gran Duque Federico Francisco I de Mecklemburgo-Schwerin en Ludwigslust.
- Figura, "Löwenkämpfer" (El León Combatiente), en el Altes Museum. Una copia puede verse en el Museo de Arte de Filadelfia.
- Grupo de figuras, "Der Jüngling wird von Athena in neuen Kampf geführt" (Joven llevado a una nueva batalla por Atenea), en el Schlossbrücke (Puente del Palacio) en Berlín-Mitte.
- Grupo de mármol, "Baco con una Pantera", en la Alte Nationalgalerie.
- Relieve de bronce de tropas victoriosas en la base de la Columna de la Victoria de Berlín.
- Grupo de bronce, "Löwe seine Jungen gegen eine Riesenschlange verteidigend" (León defendiendo a su cría contra una serpiente gigante), en la plaza en frente del Edificio de Justicia Penal en Moabit. Después fue trasladada al nuevo Edificio de Justicia en la Wilsnacker Straße.[4]

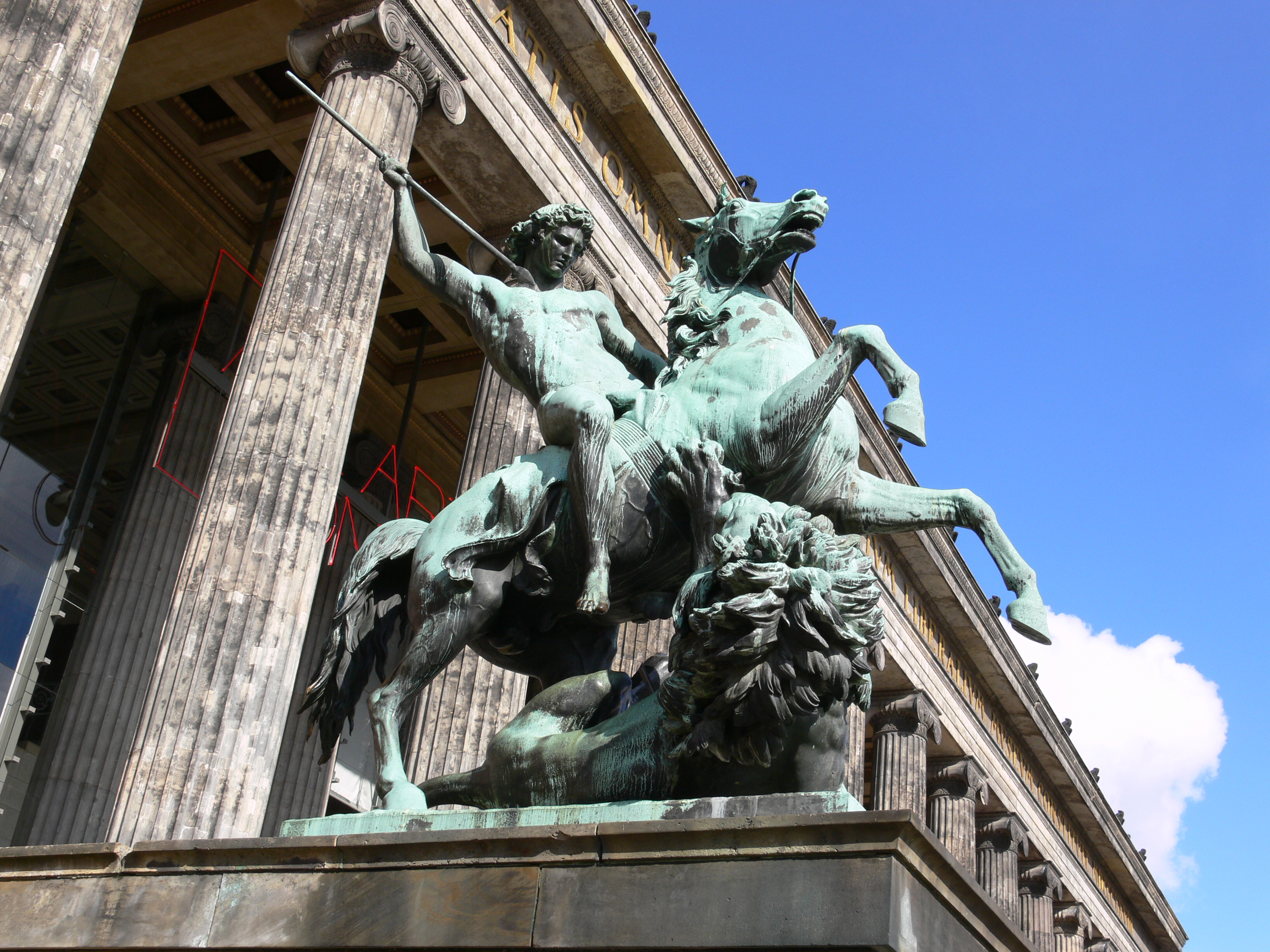
Löwenkämpfer
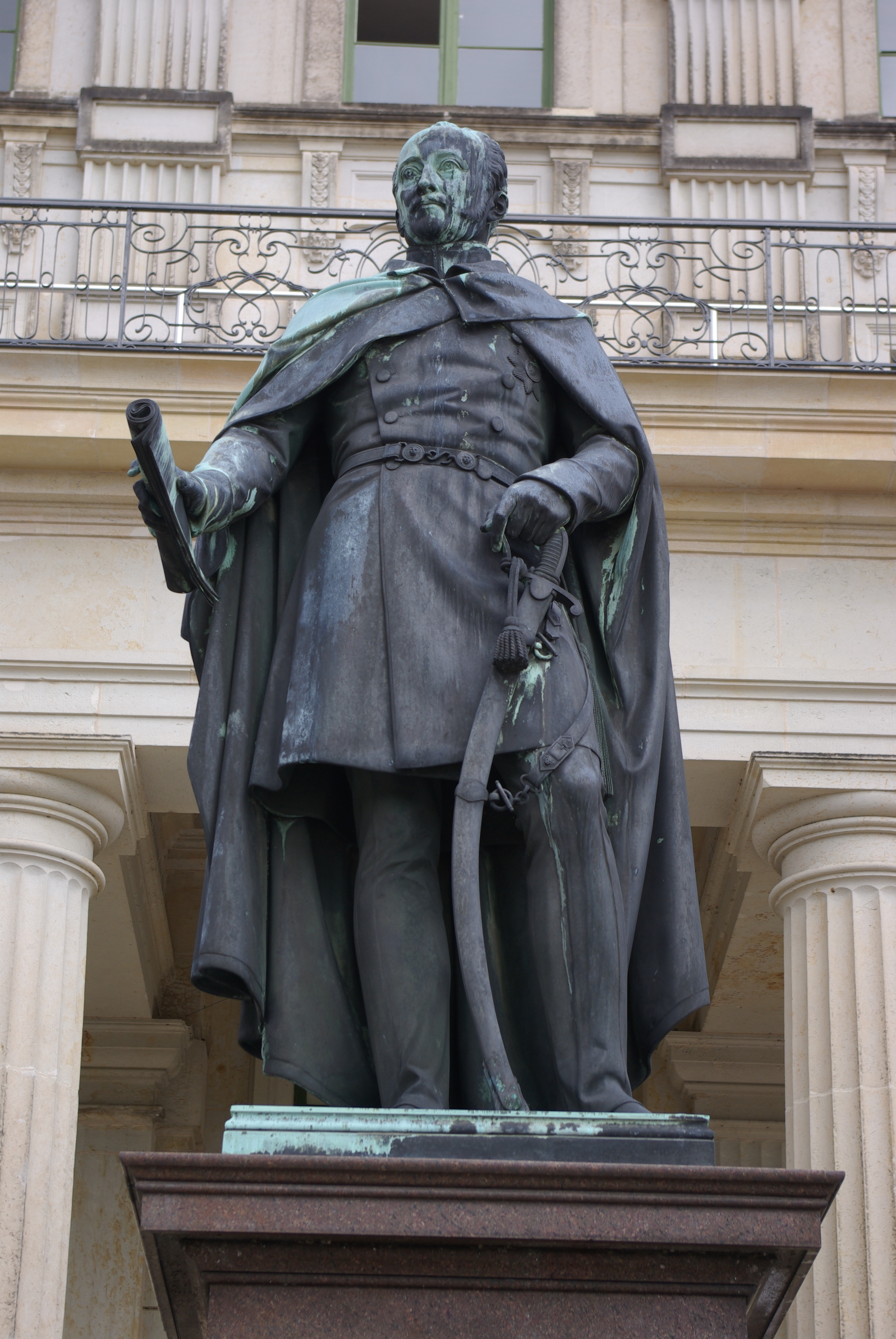
Federico Francisco I
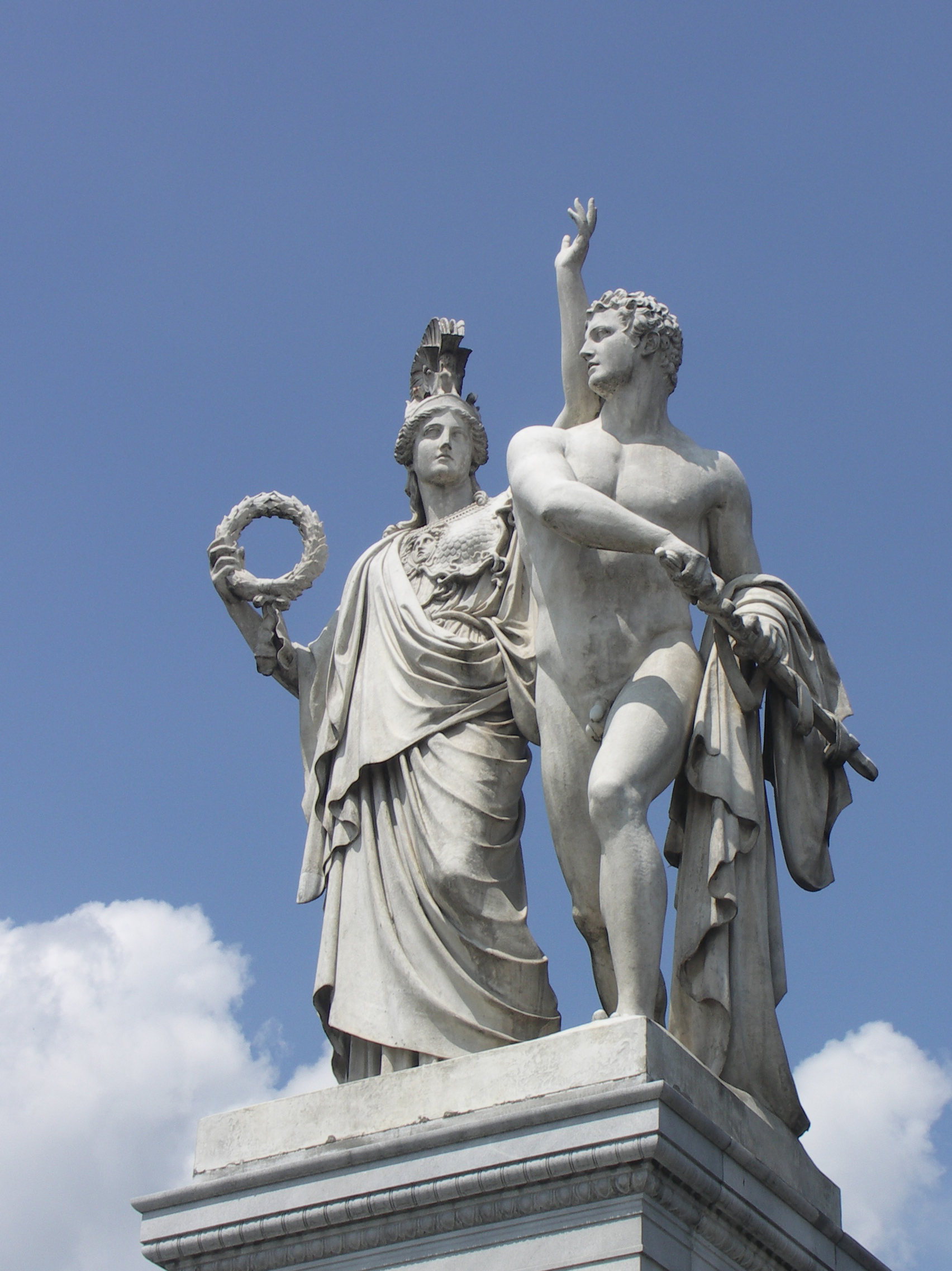
Der Jüngling wird von Athena in neuen Kampf geführt
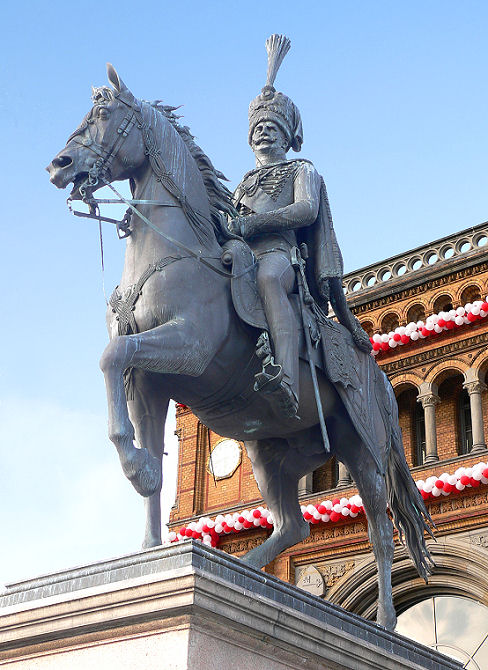
Memorial a Ernesto Augusto

## Escritos
- Gallerie bedeutender Leute. (Galería de Hombres Distinguidos) – Düsseldorf : Arnz, 1855. Digitalizado en línea por la Universidad y Biblioteca Estatal de Düsseldorf.